# 帕尤斯蒂
59°16′28″N 26°25′24″E / 59.27444°N 26.42333°E
帕尤斯蒂，是愛沙尼亞西維魯縣溫尼市镇内的小鎮及其行政中心，位於該國北部，處於首都塔林以東100公里，海拔高度107米，2012年該小鎮人口756。